# 3Doodler
3Doodler je pisalo, ki omogoča pisanje ali risanje po zraku, v t. i. 3D tehniki. Ustvarila sta ga Peter Dilworth in Maxwell Bogue, uslužbenca podjetja WobbleWorks LCC. Pisalo je zelo priročno in primerne velikosti, saj ga lahko uporabljamo na enak način kot druga pisala (z držo v roki).

## Delovanje
Deluje na podlagi ABS plastike različnih barv, ki ima osnovno vlogo pri risanju v zraku ali na površinah. Osnovna lastnost tega materiala je hitro prehajanje iz enega agregatnega stanja v drugo, v tem primeru iz tekočega v trdno. To pisalo z lahkoto omogoča ustvarjanje stabilnih struktur in linij. Samo pisalo je zelo enostavno za uporabo. Za delovanje ne potrebuje nobene programske ali strojne opreme, ampak ga enostavno priključimo na vir električne energije in že po nekaj minutah lahko ustvarjamo z njim.

## Uporaba
Obstaja veliko načinov, kako uporabiti 3Doodler. Strukture so lahko ustvarjene, kot ravne oblike, torej na papirju, kot svobodne 3D oblike ali kot ločeni deli posameznega objekta, ki jih lahko spet združimo v celoto s pomočjo 3Doodlerja.
Nekaj izdelkov, katere lahko ustvarimo s pomočjo 3Doodlerja:
- osnovne 3D linije in modele,
- nakit, obeske, viseče okraske, magnete za hladilnik,
- poosebitve vsakdanjih objektov (hiše, živali, avtomobile...),

## Sestava
Pisalo je sestavljeno iz dveh glavnih delov:
- Pisalo, katero meri v dolžino 18cm, v širino pa 2,4cm in tehta manj kot 200g. Za napajanje samega pisala potrebujemo ustrezen adapter, pri katerem pa ni pomembno ali je vir električne energije 110V ali 240V.
- Polnilo, katero uporablja 3mm ABS plastiko